# Neosilurus equinus
Neosilurus equinus és una espècie de peix de la família dels plotòsids i de l'ordre dels siluriformes.

## Morfologia
Els mascles poden assolir els 37,5 cm de llargària total.

## Distribució geogràfica
Es troba a la part meridional central de Nova Guinea.